# Komet Hyakutake
Hyakutake (označen kao C/1996 B2) je komet otkriven 30. siječnja 1996. godine. U ožujku iste godine je prošao vrlo blizu Zemlje, te je prozvan Velikim kometom 1996. godine. Hyakutake je komet koji je prošao najbliže Zemlji u posljednjih 200 godina. Imao je vrlo velik sjaj i bio je viđen u svim područjima Zemlje.

## Vanjske poveznice
- JPL Hyakutake stranice  Arhivirana inačica izvorne stranice od 22. rujna 2018. (Wayback Machine)
- JPL DASTCOM Kometski objekti  Arhivirana inačica izvorne stranice od 6. rujna 2008. (Wayback Machine)
- Cometography.com: Komet Hyakutake